# Guinness
Guinness – ciemne piwo górnej fermentacji typu stout, produkowane w 50 krajach na świecie i sprzedawane w 100. Od kwietnia 2015 roku na rynku polskim Guinness dystrybuowany jest przez Carlsberg Polska.
Guinness to najpopularniejsze piwo w Irlandii, warzone w założonym przez Arthura Guinnessa browarze St. James’s Gate Brewery w Dublinie. W 1833 roku firma była największym irlandzkim browarem, a pół wieku później produkowała milion beczek piwa rocznie. Na świecie wypija się 10 milionów kufli Guinnessa dziennie, a działający od ponad 250 lat browar jest jedną z największych firm piwowarskich na całym globie. Guinness jest częścią brytyjskiego koncernu Diageo.

## Charakterystyka
Guinness to bardzo ciemne piwo, ze względu na kolor często nazywane czarnym towarem (z ang. the black stuff). Produkowane jest na bazie czterech składników: jęczmienia, wody, chmielu i drożdży. Oryginalny kolor oraz wyrazisty, słodko-gorzki smak zawdzięcza dodatkowi palonego jęczmienia. Gęsta, kremowa piana, z której słynie Guinness, powstaje dzięki napełnianiu beczek mieszaniną dwutlenku węgla i azotu – wpychają one trunek, nadając pianie trwałość. Pinta Guinnessa zawiera 190 kilokalorii – to piwo jest mniej kaloryczne niż piwo jasne (0,5 l jasnego piwa zawiera ok. 215 kilokalorii).

## Rodzaje
- Guinness Extra Stout (5% alkoholu, 11,67% ekstraktu początkowego) - najbardziej zbliżony do piwa Extra Stout Porter, którego recepturę w 1821 roku opracował Arthur Guinness II[4]. Extra Stout to jeden z najbardziej cenionych gatunków Guinnessa, uznawany za filar sukcesu irlandzkiego browaru. Obecnie konfekcjonowany do butelek i puszek. Optymalna temperatura podawania to 12 stopni.
- Guinness Foreign Extra Stout (7,5% alkoholu, 17,48% ekstraktu początkowego) - jedno z najmocniejszych piw Guinnessa, sprzedawane m.in. w Azji, Afryce i USA. Choć fermentacji i leżakowaniu poddawany jest poza granicami Irlandii, to zawsze powstaje na bazie niesfermentowanego koncentratu brzeczki chmielonej, produkowanej w browarze St. James's Gate[5]. Rozlewany do butelek i puszek. Najlepiej smakuje podawany w temperaturze pokojowej.
- Guinness Draught (4,2% alkoholu) - serwowany najczęściej w irlandzkich pubach, od 1988 roku dostępny również w puszkach i butelkach z unikalną technologią zachowania smaku. Zalecana temperatura podawania to 6 stopni.
- Guinness Extra Smooth (5,5% alkoholu) - wyłącznie butelkowany, przeznaczony na rynek afrykański (Ghana, Kamerun i Nigeria), gatunek będący próbą połączenia klasycznie wytrawnego Guinness Extra Stout i delikatnej piany charakterystycznej dla Guinness Draught[4].
- Guinness North Star - do skosztowania wyłącznie w Guinness Storehouse St. James's Gate Dublin[potrzebny przypis].
- Guinness Mid-Strength - o obniżonej zawartości alkoholu do 2,8%[6], testowany od 2006[7].
- Guinness Malta - bezalkoholowy